# Gaspar Fragata
Gaspar Fragata (ur. 4 lutego 1972 w Maianga w prowincji Luanda) – angolski pływak, olimpijczyk.
Uczestnik Letnich Igrzysk Olimpijskich 1988 w Seulu. Wystartował w jednej konkurencji, którą był wyścig na 100 m stylem klasycznym. Z wynikiem 1:16,18 uzyskał 59. rezultat eliminacji wśród 61 zawodników – wyprzedził Obaida Al-Rumaithiego ze Zjednoczonych Emiratów Arabskich i swojego rodaka Vivaldo Fernandesa.